# 汕头职业技术学院
汕头职业技术学院，简称汕职院，位于广东省汕头市的一所公办高等职业学校，隶属于汕头市人民政府，面向全国招大学专科生。是广东省高水平专业群建设学校，广东省域高水平高等职业院校建设计划立项单位。学院前身是汕头中华培英学校。学院于2002年成立，学院占地面积共1285亩，其中东湖校区566亩，另有规划建设的六合校区719亩。设有8个学院、54个专业。专任教师456人，全日制在校生1.5万人。

## 历史沿革
学校的办学历史可以追溯到1956年，2002年在原汕头中华培英学校等若干院校的基础上合并成立。

### 早期校史（1956-2002）
1960年，汕头市教师进修学校成立。
1964年，汕头商业供销学校成立。
1976年，汕头机电学校成立。
1983年，汕头市教师进修学校成立。
1994年，汕头中华培英学校成立。

### 合并发展（2002-至今）
2002年3月，汕头中华培英学校、汕头商业供销学校、汕头机电学校等若干学校合并组建汕头职业技术学院。
2002年9月，汕头中华培英学校校址成为汕头职业技术学院东湖校区办公地点。
2019年，汕头建设职业技术学校并入汕头职业技术学院。
2021年，汕头职业技术学院拆分师范类专业，成立广东汕头幼儿师范高等专科学校。
2022年12月，汕头职业技术学院六合校区建设项目建议书正式获批。
2023年3月，汕头职业技术学院举行二级学院挂牌仪式。

## 学院设置
截止到2023年3月，共有8个学院，开设54个专科专业。
- 财经商贸学院
- 电子信息学院
- 先进制造学院
- 应用外语学院
- 艺术设计学院
- 建设生态学院
- 文化旅游学院
- 马克思主义学院

## 校区设置

### 东湖校区
- 财经商贸学院
- 电子信息学院
- 先进制造学院
- 应用外语学院
- 艺术设计学院

### 金园校区
- 建设生态学院
- 马克思主义学院

### 东墩校区
- 文化旅游学院

## 管理架构

### 现任领导
| 现任领导             | 现任领导 |
| -------------------- | -------- |
| 党委书记             | 王小辉   |
| 党委副书记           | 方小铁   |
| 党委副书记、纪委书记 | 黄少明   |
| 党委委员、副院长     | 陈庭照   |
| 党委委员、副院长     | 黄汉文   |
| 党委委员、副院长     | 林育青   |

### 历任院长
| 任次 | 院长   | 到任      | 卸任      | 备注                                                                                     |
| ---- | ------ | --------- | --------- | ---------------------------------------------------------------------------------------- |
| 1    | 唐晓鸣 | 2002年5月 | 2012年3月 | 历任汕头职业技术学院行政主要负责人、创院院长。后任深圳职业技术学院副院长                 |
| 2    | 沈民奋 | 2012年3月 | 2018年6月 | 历任汕头大学科研处处长、汕头大学工学院院长、校长助理；二级教授、博士生导师               |
| 3    | 吴萍   | 2018年6月 | 2024年9月 | 历任汕头大学人事处处长、汕头大学物理系主任；三级教授、硕士生导师。后任广州华立学院副院长 |

## 相关院校
- 汕头大学
- 广东汕头幼儿师范高等专科学校